# Plettede stinkdyr
Plettede stinkdyr (Spilogale) er en slægt inden for stinkdyrfamilien og blev først beskrevet af den britiske zoolog Gray i 1865.

## Taksonomi
Slægten Spilogale regnes traditionelt for at være opdelt i fire arter:
- Spilogale gracilis (vestlig udbredelse i Nordamerika)
- Spilogale putorius (østlig udbredelse i Nordamerika)
- Spilogale pygmaea (Sierra Madre bjergkæden i den vestlige del af Mexico)
- Spilogale angustifrons (sydlig udbredelse ned i Mellemamerika)

Slægtskabsanalyse ud fra DNA-sekvenser (molekylær fylogeni) har ført til at tre nye arter er blevet udskilt:
- Spilogale interrupta (de amerikanske midtstater; nærmest beslægtet med S. putorius som har en mere østlig udbredelse)
- Spilogale yucatanensis (kun på Yucatán-halvøen; nærmest beslægtet med S. putorius)
- Spilogale leucoparia (nærmest beslægtet med S. angustifrons og S. gracilis)

## Føde
Plettede stinkdyr er altædende og spiser små gnavere, frugter, bær, fugle, æg, insekter og larver, firben, slanger og ådsler. Deres kost kan variere med årstiderne, da fødevaretilgængeligheden kan svinge. De har en skarp lugtesans, der hjælper dem med at finde larver og anden mad. Deres hørelse er god, men de har dårligt syn.

## Forsvar
Plettede stinkdyr forsvarer sig selv ved at sprøjte en stærkt ildelugtende væske ud fra to kirtler på siderne af anus. Den stinkende væske udsendes som en forstøvet spray, der er næsten usynlig eller kommer som strømme af større dråber. Plettede stinkdyr kan sprøjte op til omkring tre meter.
Hovedbestanddelene i væsken er tre flygtige thioler (svovlforbindelser): (E)-2-butene-1-thiol, 3-methyl-1-butanethiol og 2-phenylethanethiol.